# ZF Industrieantriebe Witten
Die ZF Industrieantriebe Witten GmbH (ehemals L&S), mit Firmensitz in Witten ist Hersteller von Getrieben für Industrie- und Windkraftanlagen sowie Kupplungstechnik. Das Unternehmen geht zurück auf das 1884 von Max Lohmann und Max Stolterfoht in Berlin gegründete Industrieunternehmen Lohmann & Stolterfoht GmbH. Die ZF Industrieantriebe Witten GmbH entstand am 1. Dezember 2015 mit der Übernahme der Großgetriebesparte von Bosch Rexroth durch ZF Friedrichshafen, die damit strategisch in den Markt für Industriegetriebe eingetreten ist.

## Geschichte
Das Unternehmen wurde von Max Lohmann und Max Stolterfoht im Jahre 1884 in Berlin gegründet. Die Gründungsväter ließen sich jedoch bereits 1890 mit ihrer Firma wegen besserer Infrastruktur und engerer Anbindung an andere Industrieunternehmen mitten im Ruhrgebiet in Witten nieder, wo das Unternehmen bis heute seinen Sitz hat.
Die Lohmann & Stolterfoht GmbH wurde durch ihre Antriebstechnik und Kupplungen für die Schifffahrt bekannt, im Laufe der Jahre kamen dann auch Getriebe für Industrie- und Mobilanwendungen sowie für Windkraftanlagen hinzu. Das Unternehmen gehörte zeitweise zu Mannesmann Rexroth und der Bosch Rexroth AG. Seit 2015 ist die ZF Industrieantriebe Witten GmbH eine 100%ige Tochtergesellschaft der ZF Friedrichshafen AG. Innerhalb des ZF Konzerns gründet sie das neu geschaffene Geschäftsfeld Industriegetriebe innerhalb der Division Industrietechnik.

## Geschäftsbereich
Die ZF Industrieantriebe Witten GmbH liefert heute sowohl Getriebe für die Windindustrie als auch Industriegetriebe für Mining-, Marine & Offshore Anwendungen, Seilbahnen und Industrieanlagen sowie Kupplungen.
Für Mining-Applikationen und große Baumaschinen besteht das Portfolio aus Fahr-, Schwenk-, Winden- und Pumpenverteilergetrieben. Für den Marine & Offshore Markt liefert das Unternehmen Getriebe für Jack-up-Systeme sowie Winden- und Schwenkgetriebe für Ölbohrplattformen und Arbeitsschiffe. Klassische Industriegetriebe für stationäre Industrieanlagen und -ausrüstungen finden in unterschiedlichsten Applikationen aus verschiedenen Branchen Anwendung (z. B. Seilbahnsystemen, Tunnelbohrmaschinen, Rollenmühlen, …)
Für den Bereich Windenergie entwickelt und fertigt die ZF Industrieantriebe Witten GmbH Generatorgetriebe mit einer Leistung bis zu 9,5 MW sowie Azimutgetriebe.

## Sonstiges
Neben der Entwicklung und Fertigung von Getrieben für den Industrie- und den Windenergiemarkt ist die ZF Industrieantriebe Witten GmbH europäisches Service-Center für Industriegetriebe und Getriebe für Windenergieanlagen. Somit übernimmt die ZF Industrieantriebe GmbH heute auch den Austausch und die Reparatur von Großgetrieben und Kupplungen, die in der Vergangenheit unter den Marken Lohmann & Stolterfoht, Mannesmann Rexroth oder Bosch Rexroth ausgeliefert wurden.
Im Jahr 2016 sind am Standort in Witten rund 900 Mitarbeiter beschäftigt.